# The Material
The Material es un quinteto estadounidense de rock alternativo y pop punk de San Diego, California, formado en 2005 por Colleen D'Agostino en (vocales y teclados), Jon Moreaux (guitarra), Roi Elam (guitarra), Kevin Pintado en la (batería) y Jordan Meckley al (bajo).

## Historia

### Inicios (2005 - 2010)
The Material comenzó luego de que la vocalista Colleen D'Agostino se mudara a San Diego para obtener un título en música en la San Diego State University. En su tercer año, conoció a Jon Moreaux (guitarra) y Noah Vowles (batería) y comenzaron a tocar juntos. El trío agregó el bajista Kevin Falk, exintegrante de Every Time I Die y Between the Buried and Me, y comenzó a escribir canciones para su primer demo. Kevin fue sustituido por Brian Miller (bajo), y Roi Elam (guitarra) se unió poco después. Con la formación terminada, The Material fue al estudio para grabar sus primeras 6 canciones para el EP debut, titulado Tomorrow, que fue coproducido por Brian Grider y fue lanzado el 1 de septiembre de 2007. Ese mismo año, el grupo se colocó en el tercer puesto en el Dew Circuit Breakout, perdiendo ante la banda de Seattle, The Myriad.
El 16 de junio de 2009, el grupo lanzó su segundo EP, titulado To Weather the Storm, con tres canciones nuevas, y
en septiembre, encabezaron una gira de costa a costa por Estados Unidos a través del Everlasting Sound Tour con los grupos Blameshift y And Then There Was You.

### Giras y primer álbum de estudio (2010 - presente)
En mayo de 2010, el grupo ingresó en el estudio para comenzar la grabación de su primer álbum de larga duración titulado What We Are. Sin embargo, la formación de la banda cambia nuevamente; Noah Vowles es reemplazado por Kevin Pintado y Dustin Sherron es reemplazado por Jordan Meckley en agosto de ese año. En el verano de 2010, The Material se presentó en la gira Motel 6 Rock Yourself To Sleep Tour, donde compartió el escenario con grupos tales como There For Tomorrow, Every Avenue, Sing It Loud, y The Secret Handshake, así como en el Vans Warped Tour 2010, el Festival South By Southwest y el Milwaukee Summerfest como uno de los "Artistas Emergentes del Año". 
En 2010, la canción What happens next fue elegida para la banda sonora de la serie de MTV Australia Freshwater Blue y para la serie The Hills. También las canciones "Moving to Seattle" y "Stay Here Forever" fueron elegidas para integrar el videojuego Rock Band como descarga digital, con más de 300.000 descargas hasta la fecha.
El 11 de enero de 2011, The Material lanza su álbum debut, titulado What We Are, producido en forma independiente y ese mismo año, los integrantes forman un proyecto paralelo titulado With Beating Hearts, lanzando un EP de cinco canciones en octubre.

## Discografía

### Álbumes de estudio
| Año  | Álbum                                                                           |
| ---- | ------------------------------------------------------------------------------- |
| 2011 | What We Are - Lanzamiento: 11 de enero de 2011 - Sello: The Material Music Inc. |

### EP
| Año  | Álbum                                                                                    |
| ---- | ---------------------------------------------------------------------------------------- |
| 2007 | Tomorrow - Lanzamiento: 9 de septiembre de 2007 - Sello: The Material Music Inc.         |
| 2009 | To Weather the Storm - Lanzamiento: 16 de junio de 2009 - Sello: The Material Music Inc. |
| 2010 | Acoustic Sessions - Lanzamiento: 1 de mayo de 2010 - Sello: The Material Music Inc.      |

### Videoclips
| Año  | Título                       | Álbum                |
| ---- | ---------------------------- | -------------------- |
| 2009 | "Before This Ship Goes Down" | To Weather the Storm |
| 2011 | "Let You Down"               | What We Are          |

## Miembros
Miembros actuales
- Colleen D'Agostino Moreaux - vocales, teclados  (2005–presente)
- Jon Moreaux - guitarra, coros  (2005–presente)
- Roi Elam - guitarra, coros  (2005–presente)
- Kevin Pintado - batería, percusión  (2010–presente)
- Jordan Meckley - bajo  (2010–presente)

Miembros anteriores
- Kevin Falk - bajo  (2005–2006)
- Noah Vowles - batería, percusión  (2005–2010)
- Brian Miller - bajo  (2006–2008)
- Matt Holden - bajo  (2008–2009)
- Dustin Sherron - bajo  (2009–2010)